# أمرزيد أباد
أمرزيد أباد هي قرية في مقاطعة أصفهان، إيران. يقدر عدد سكانها بـ 53 نسمة بحسب إحصاء 2016.